# Pietro Ferraris
Pietro Ferraris (* 15. Februar 1912 in Vercelli; † 11. Oktober 1991) war ein italienischer Fußballspieler.
Pietro Ferraris war nicht verwandt oder verschwägert mit Attilio Ferraris. Zur Unterscheidung von seinem älteren Bruder Mario (Ferraris I), der ebenfalls Fußballer war, taucht er in Statistiken oft als Ferraris II auf.

## Karriere

### Im Verein
Pietro Ferraris begann seine Karriere beim größten Verein seiner Heimatstadt, Pro Vercelli, für den er am 10. November 1929, im Alter von 17 Jahren, bei der 1:3-Niederlege gegen die Triestina sein Serie-A-Debüt feierte. Nach drei Spielzeiten als Stammkraft bei Pro Vercelli wechselte Ferraris II zur Saison 1932/33 nach Süditalien zum SSC Neapel, wo er vier Jahre lang spielte.
Im Sommer 1936 ging Ferraris für fünf Jahre zu Ambrosiana-Inter nach Mailand. Dort spielte er im Sturm an der Seite des absoluten Superstars der damaligen Zeit, Giuseppe Meazza, und erzielte 43 Treffer in 139 Serie-A-Partien. Mit Inter gewann er auch seine ersten beiden Scudetti, 1937/38 und 1939/40 sowie 1939 die Coppa Italia.
Zur Saison 1941/42 verließ Pietro Ferraris Mailand und kehrte zurück in seine piemontesische Heimat zur AC Turin. Dort war er in den folgenden Jahren ein fester Bestandteil der Mannschaft, die fast ein ganzes Jahrzehnt lang den italienischen Fußball dominierte und als Grande Torino in die Geschichte einging. 1942/43 gewann er mit dem Toro seinen dritten Meistertitel, danach fand wegen des Zweiten Weltkriegs für zwei Jahre kein Spielbetrieb in der Serie A statt. Die 1944 ausgetragene Kriegsmeisterschaft beendete Ferraris II mit Torino auf dem zweiten Platz. Nach Wiederaufnahme der Meisterschaft gewann Pietro Ferraris zwischen 1946 und 1948 seine Meistertitel Nummer vier bis sechs bei der AC Turin.
Im Sommer 1948 ging Ferraris zum Serie-A-Rivalen Novara Calcio, wo er 1950 seine aktive Karriere beendete. Der Wechsel nach Novara rettete ihm aller Wahrscheinlichkeit nach das Leben, denn die Mannschaft des Grande Torino wurde am 4. Mai 1949 beim Flugunfall von Superga (Tragödie von Superga) teilweise ausgelöscht.
Insgesamt absolvierte Pietro Ferraris in seiner Karriere 469 Serie-A-Partien und erzielte dabei 123 Tore.

### In der Nationalmannschaft
In seiner Zeit in bei der SSC Neapel wurde Pietro Ferraris von Trainer Vittorio Pozzo erstmals in die Nationalmannschaft berufen. Er debütierte am 17. Februar 1935 beim 2:1 gegen Frankreich. 1938 gehörte er zum italienischen Kader für die Weltmeisterschaft in Frankreich. Bei seinem einzigen Einsatz im Turnier, dem 2:1 nach Verlängerung im Achtelfinale gegen Norwegen, erzielte er einen Treffer. Durch den 4:2-Sieg im Finale gegen Ungarn wurde er mit der Squadra Azzurra schließlich Fußball-Weltmeister. Das letzte seiner 14 Länderspiele für die Nationalmannschaft absolvierte Ferraris II am 11. Mai 1947 ebenfalls gegen Ungarn.

## Erfolge

### Im Verein
- Italienische Meisterschaft: 1937/38, 1939/40 (mit Ambrosiana-Inter), 1942/43, 1945/46, 1946/47, 1947/48 (mit der AC Turin)
- Coppa Italia: 1938/39 (mit Ambrosiana-Inter), 1942/43 (mit der AC Turin)

### In der Nationalmannschaft
- Weltmeister: 1938